# Asócio I da Arménia

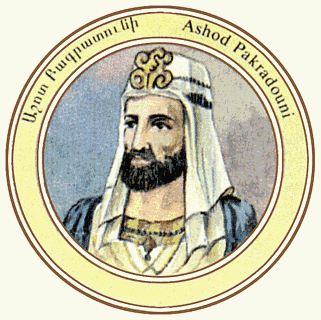
Asócio I da Arménia.

Asócio I (em latim: Asotius; em grego: Ασώτιος; romaniz.: Asṓtios; em armênio: Աշոտ; romaniz.: Ašot), chamado O Grande, anteriormente príncipe Asócio V Bagratúnio foi um príncipe da Arménia da Dinastia Bagratúnio, tendo governado entre 885 e 890. Foi antecedido no governo por Tazates após um período de trono vago que se estendeu de 785 a 806. Foi sucedido pelo governo de Simbácio I da Armênia.

## Nome
Asócio (Asotius; Ασώτιος, Asṓtios) é a forma latina e grega do armênio Axote (Աշոտ, Ašot), cuja origem é desconhecida. Foi registrado em árabe como Axote (آشُوط, ʔāšūṭ) e em georgiano como Axote / Axoti (აშოტ(ი), Ašoṭ(i)).

## Biografia
Asócio I é o primeiro filho da união entre Simbácio VIII Bagratúnio, filho mais novo Asócio IV e asparapetes ("Generalíssimo") da Armênia e uma certa Arsema, neto de Asócio IV Bagratúnio. Os anos de sua juventude foram marcados por revoltas armênios e seguidos pela aquisição do país, apesar de sua lealdade para com o califa e alguma colaboração com os exércitos do Califado, Asócio foi encarregado de informar Simbácio de se exilar para Samarra com muitos outros nacarar (Incluindo seu irmão, o iscano Pancrácio II Bagratúnio e dois filhos dele) morreram em cativeiro.
Entre 855 e 862 ele estendeu seu domínio ao anexar os territórios Mamicônios e Camsaracanos ao manter relações amigáveis com o senhorio vizinho.